# Stornoway

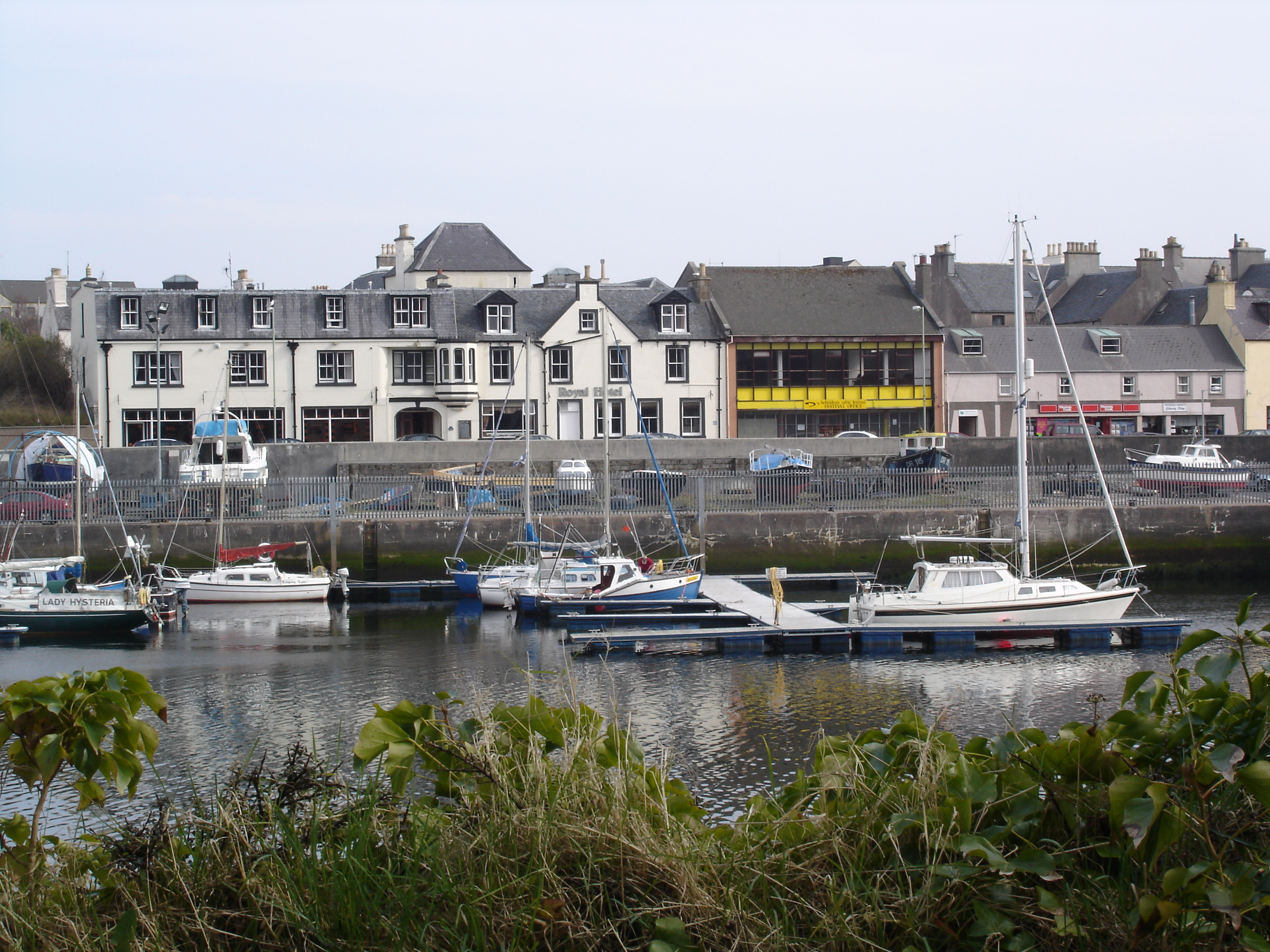
Vaixells al port d'Stornoway.

Stornoway (en gaèlic escocès: Steòrnabhagh) és la capital regional, única vila (burgh) i localitat més gran de les Hèbrides Exteriors, un arxipèlag escocès. És a un istme de l'est de l'illa de Lewis (l'illa més gran de l'arxipèlag) i davant del Minch (un mar entre les Hèbrides Exteriors i la terra ferma escocesa). Stornoway és a la cruïlla entre les carreteres A859 (cap al sud) i A857 (cap a l'est i nord).
La població d'Stornoway és del voltant de 9.000 persones, amb 3.000 més a la seva parròquia. És gairebé la meitat de la població de l'arxipèlag (26.502). Stornoway és la tercera localitat més gran a les Terres Altes d'Escòcia per darrere d'Inverness i Fort William.

## Història
Stornoway la van fundar els vikings, pel seu port progit. Li van donar el nom d'Stornavagr, que vol dir "Badia de direcció" en l'idioma noruec antic. Durant el segle xvii la vila va ser demolida per les tropes de n'Oliver Cromwell, el dictador anglès.
Stornoway és germanada amb Pendleton (del Comtat d'Anderson, Carolina del Sud, Estats Units).
El Castell de Lews va ser construït al segle xix per un comerciant d'opi. Es va tancar el 1988. És finançat pel govern britànic amb l'objectiu de reobrir-lo com a museu.

## Economia
Hi ha una línia de transbordadors entre Stornoway i Ullapool (al consell de Highland, terra ferma escocesa). Al juny de 2012 el govern escocès va dissenyar un nou transbordador amb una capacitat per 700 passatgers, que va costar 41.800.000 lliures esterlines. A causa de les tempestes al mar entre els dos ports, hi ha una campanya per construir un túnel de 65 quilométres per sota del mar.
A Stornoway (i la resta de l'illa) són majoritàriament presbiterians. Els diumenges les botigues no obren. El 2009, els transbordadors van arribar per primer cop un diumenge, i va haver-hi queixes dels habitants. Abans, el 2002 va haver-hi les mateixes queixes pels primers vols en diumenge a l'aeroport de Stornoway.
Al desembre de 2007, la drassana de Stornoway va guanyar un contracte per construir 43 torres de turbines per a Turquia. El projecte va afavorir la creació de 70 llocs de treball.
L'estudi de la BBC Alba (el canal de televisió en gaèlic escocès), és a Stornoway.